# Maureen O'Hara
Maureen O'Hara, geboren als Maureen FitzSimons (Ranelagh (Ierland), 17 augustus 1920 – Boise (Idaho), 24 oktober 2015), was een Iers-Amerikaans filmactrice. 

## Biografie
O'Hara's moeder was zangeres en danseres. Zijzelf werkte al op haar twaalfde als radio-omroepster.
Ze studeerde aan de Abbey Theatre School van Dublin en debuteerde als actrice toen ze vijftien was. Drie jaar later maakte ze haar eerste film in Londen, waar ze door Charles Laughton werd gecontracteerd. Haar eerste hoofdrol speelde ze naast Laughton in de Britse Hitchcock-film Jamaica Inn.
Ze volgde Charles Laughton naar Hollywood en werd beroemd door haar rol als zijn tegenspeelster in The Hunchback of Notre Dame (1939, regisseur William Dieterle).
Het keerpunt in haar leven was haar ontmoeting met John Ford. Hij had de naam als grootmeester van Hollywood-westerns allang gevestigd. Hij liet O'Hara in twee westernklassiekers meespelen. In Rio Grande was het legendarische paar Maureen O'Hara-John Wayne voor het eerst te zien op het witte doek. Big Jake, de laatste film waarin zij samen speelden, was tegelijkertijd de laatste film van Maureen O'Hara. Daar was ruim dertig jaar Hollywood aan voorafgegaan, waarin ze met onverminderde populariteit voorbeeldige huismoeders en vurige minnaressen, exotische schoonheden en verleidelijke avonturiersters had gespeeld. In 2000 liet ze zich nog even strikken voor de rol in The last dance van Kevin Dowling met Eric Stoltz.
Maureen O'Hara overleed in 2015 op 95-jarige leeftijd in haar woning in Boise in de Amerikaanse staat Idaho. Ze werd begraven aan de Arlington National Cemetery.

## Trivia
- O'Hara's ouders waren een tijdlang mede-eigenaren van de Ierse voetbalclub Shamrock Rovers en zijzelf was van kinds af aan haar hele leven supporter van deze club.

## Filmografie

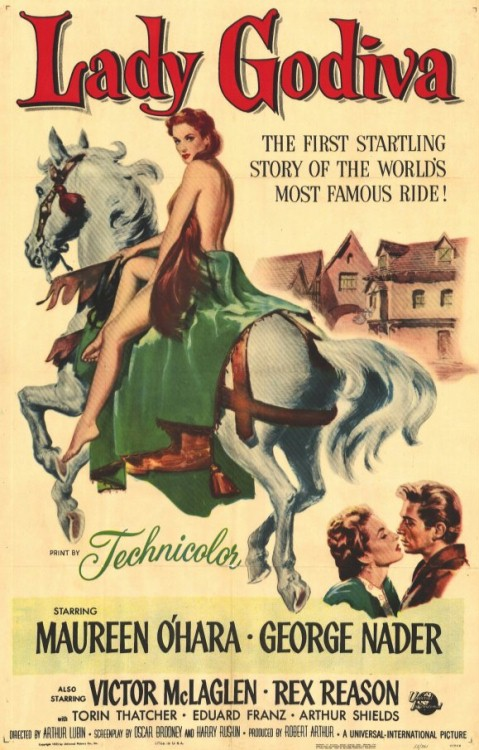
Maureen O'Hara als Lady Godiva in de film Lady Godiva of Coventry (1955)